# Curug Bitung
Curug Bitung is een bestuurslaag in het regentschap Bogor van de provincie West-Java, Indonesië. Curug Bitung telt 9587 inwoners (volkstelling 2010).